# ريك بيكر (سياسي)
ريك بيكر (بالإنجليزية: Rick Baker)‏ هو سياسي أمريكي، ولد في 27 يونيو 1956 في شيكاغو في الولايات المتحدة. حزبياً، نشط في لاحزبي ‏. وقد انتخب سانت بيترسبرغ.

## وصلات خارجية
- الموقع الرسمي